# Sachkosten
Sachkosten ist ein Begriff aus der öffentlichen Verwaltung und aus Unternehmen, mit dem alle Kostenarten umschrieben werden, die nicht zu den Personalkosten gehören.

## Allgemeines
In diesem Sinne definiert ihn auch der Duden. Sachkosten sind kein feststehender Begriff aus der Betriebswirtschaftslehre, dem Rechnungswesen oder dem Steuerrecht. Insbesondere seit Einführung der Doppik in den Gemeinden ab 2009 hat sich dort der Begriff Sachkosten etabliert, denn neben den Personalkosten sind die Sachkosten in erheblichem Maße relevant, da vor allem kleinere Gemeinden nicht über entsprechendes Personal verfügen können, um sämtliche Aufgaben mit eigenen Kräften durchführen zu können. Auch im Gesundheits- und Krankenhauswesen ist meist von Sachkosten die Rede, in Industrie- und Handelsunternehmen gelegentlich. 
Die Abgrenzung der Sachkosten ist nicht einheitlich; teilweise werden Zinsaufwand und kalkulatorische Kosten separat ausgewiesen, oft werden nur die von Dritten bezogenen Leistungen hierunter subsumiert. Teilweise wird die Ansicht vertreten, dass sie zu den drei Hauptkostenartengruppen Personalkosten, Kapitalkosten und Sachkosten gehören. Auch auf dem Gebiet des Steuerrechts gibt es trotz eines Erlass des BMF vom 15. März 2004 keine Klarheit bei der Definition der Sachkosten.

## Arten
Die Sachkosten umfassen neben den Material- und Energiekosten die Abschreibungen, Mieten und bezogene Dienstleistungen. Zu letzteren gehören sämtliche Leistungen, die entweder von Dritten außerhalb der Gemeindeverwaltung oder von anderen Organisationseinheiten der Gemeindeverwaltung erstellt wurden.